# نيكوس غاليس
نيكوس غاليس (باليونانية: Νίκος Γκάλης) مواليد 23 يوليو 1957 في يونيون سيتي، هو لاعب كرة سلة يوناني معتزل. بدأ مسيرته الاحترافية في سنة 1979. تم اختياره من قبل فريق بوسطن سيلتكس خلال الدرافت. يبلغ طوله 6 قدم 0 بوصة (1.8 م). حقق المركز الأول في بطولة أمم أوروبا لكرة السلة 1987. اعتزل اللعب في 1994. دخل قاعة مشاهير الاتحاد الدولي لكرة السلة.

## روابط خارجية
- نيكوس غاليس على موقع الاتحاد الدولي لكرة السلة (الإنجليزية)
- نيكوس غاليس على موقع سبورتس رفرنس (الإنجليزية)
- نيكوس غاليس على موقع كلية كرة السلة في سبورتس رفرنس.كوم (الإنجليزية)
- نيكوس غاليس على موقع ريلجم (الإنجليزية)
- نيكوس غاليس على موقع بروبوليرز (الإنجليزية)
- نيكوس غاليس على موقع أوليمبيديا (الإنجليزية)